# Trofeo Ciudad de Benavente de fútbol
El Trofeo Ciudad de Benavente de Fútbol es un trofeo amistoso de verano que se disputa en la ciudad de Benavente, perteneciente a la provincia de Zamora, en la Comunidad autónoma de Castilla y León (España).
El torneo lo organiza el club C. D. Benavente en colaboración con el Ayuntamiento de la Ciudad.
Los partidos se juegan durante el mes de agosto, en el estadio Luciano Rubio.
En el año 2022 el Torneo llegará a las cincuenta ediciones desde que comenzase allá por 1973, consolidándose como uno de los torneos con más solera en Castilla y León.

## Palmarés
| Año  | Edición | Campeón                    | Resultado  | Subcampeón                    |
| ---- | ------- | -------------------------- | ---------- | ----------------------------- |
| 1973 | I       | Zamora CF                  | 1-0        | CD Benavente                  |
| 1974 | II      | Zamora CF                  | 1-0        | CD Benavente                  |
| 1975 | III     | La Bañeza FC               | 4-0        | CD Benavente                  |
| 1976 | IV      | CD Benavente               | 2-1        | La Bañeza FC                  |
| 1977 | V       | CD Benavente               | 2-0        | CD Mirandés                   |
| 1978 | VI      | Zamora CF                  | 4-3        | CD Benavente                  |
| 1979 | VII     | Cultural Leonesa           | 2-1        | CD Benavente                  |
| 1980 | VIII    | Atlético Madrileño         | 4-1        | CD Benavente                  |
| 1981 | IX      | CD Pegaso                  | 2-1        | CD Benavente                  |
| 1982 | X       | Atlético Astorga           | 2-0        | CD Benavente                  |
| 1983 | XI      | CD Ejido                   | 2-2 (pen)  | CD Benavente                  |
| 1984 | XII     | CD Benavente               | -          | CD Ejido                      |
| 1985 | XIII    | CD Benavente               | 5-1        | Zamora Promesas               |
| 1986 | XIV     | Real Valladolid Promesas   | 1-0        | Cultural Leonesa              |
| 1987 | XV      | CD Barco                   | 3-1        | CD Benavente                  |
| 1988 | XVI     | CD Benavente               | 2-0        | Zamora CF                     |
| 1989 | XVII    | GD Bragança                | 3-1        | CD Benavente                  |
| 1990 | XVIII   | Zamora CF                  | 3-1        | CD Benavente                  |
| 1991 | XIX     | Cultural Leonesa           | 2-1        | CD Benavente                  |
| 1992 | XX      | Cultural Leonesa           | 2-0        | CD Benavente                  |
| 1993 | XXI     | CD Benavente               | 2-1        | Cultural Leonesa              |
| 1994 | XXII    | CD Benavente               | 1-0        | La Bañeza FC                  |
| 1995 | XXIII   | CD Benavente               | 1-1 (pen)  | Zamora CF                     |
| 1996 | XXIV    | Zamora CF                  | triangular | CD Benavente La Bañeza FC     |
| 1997 | XXV     | Real Valladolid Promesas   | triangular | Zamora CF CD Benavente        |
| 1998 | XXVI    | CD Benavente               | 2-1        | Zamora CF                     |
| 1999 | XXVII   | Zamora CF                  | 1-1 (pen)  | CD Benavente                  |
| 2000 | XXVIII  | Zamora CF                  | 5-1        | CD Benavente                  |
| 2001 | XXIX    | Zamora CF                  | 2-0        | CD Benavente                  |
| 2002 | XXX     | Zamora CF                  | 2-1        | CD Benavente                  |
| 2003 | XXXI    | Zamora CF                  | 4-1        | CD Benavente                  |
| 2004 | XXXII   | CD Becerril                | 5-1        | CD Benavente                  |
| 2005 | XXXIII  | Zamora CF                  | 5-0        | CD Benavente                  |
| 2006 | XXXIV   | Zamora CF                  | 1-0        | CD Benavente                  |
| 2007 | XXXV    | CD Benavente               | 2-1        | Zamora CF                     |
| 2008 | XXXVI   | CF Palencia                | 4-0        | CD Benavente                  |
| 2009 | XXXVII  | GCE Villaralbo             | 1-1 (pen)  | CD Benavente                  |
| 2010 | XXXVIII | GCE Villaralbo             | 5-0        | CD Benavente                  |
| 2011 | XXXIX   | CD Benavente               | 1-1 (pen)  | Zamora CF juvenil             |
| 2012 | XL      | Zamora CF B                | 2-1        | CD Benavente                  |
| 2013 | XLI     | CD Benavente               | 2-0        | Zamora CF B                   |
| 2014 | XLII    | Rayo Vallecano juvenil     | 3-2        | CD Benavente                  |
| 2015 | XLIII   | La Bañeza FC               | 1-0        | CD Benavente                  |
| 2016 | XLIV    | Atlético Astorga           | 5-2        | CD Benavente                  |
| 2017 | XLV     | CD Benavente               | 2-1        | Puente Castro FC juvenil      |
| 2018 | XLVI    | Zamora CF                  | 5-0        | CD Benavente                  |
| 2019 | XLVII   | Zamora CF                  | 2-0        | CD Benavente                  |
| 2020 | XLVIII  | Atlético Astorga           | 1-1 (pen)  | CD Benavente                  |
| 2021 | XLIX    | CD Benavente               | 2-1        | CF Palencia                   |
| 2022 | L       | Unionistas de Salamanca CF | triangular | CD Benavente Cultural Leonesa |
| 2023 | LI      | SD Atlético Tordesillas    | 3-0        | CD Benavente                  |

## Campeones
| Equipo                        | Títulos | Ediciones                                                                          |
| ----------------------------- | ------- | ---------------------------------------------------------------------------------- |
| C. D. Benavente               | 14      | 1976, 1977, 1984, 1985, 1988, 1993, 1994, 1995, 1998, 2007, 2011, 2013, 2017, 2021 |
| Zamora C. F.                  | 14      | 1973, 1974, 1978, 1990, 1996, 1999, 2000, 2001, 2002, 2003, 2005, 2006, 2018, 2019 |
| Cultural Leonesa              | 3       | 1979, 1991, 1992                                                                   |
| Atlético Astorga              | 3       | 1982, 2016, 2020                                                                   |
| La Bañeza F. C.               | 2       | 1975, 2015                                                                         |
| Real Valladolid Promesas      | 2       | 1986, 1997                                                                         |
| G.C.E. Villaralbo C. F.       | 2       | 2009, 2010                                                                         |
| Atlético Madrileño            | 1       | 1980                                                                               |
| C. D. Pegaso                  | 1       | 1981                                                                               |
| C. D. Ejido                   | 1       | 1983                                                                               |
| C. D. Barco                   | 1       | 1987                                                                               |
| GD Bragança                   | 1       | 1989                                                                               |
| C. D. Becerril                | 1       | 2004                                                                               |
| C. F. Palencia                | 1       | 2008                                                                               |
| Zamora Fútbol Club "B"        | 1       | 2012                                                                               |
| Rayo Vallecano Juvenil        | 1       | 2014                                                                               |
| Unionistas de Salamanca C. F. | 1       | 2022                                                                               |
| SD Atlético Tordesillas       | 1       | 2023                                                                               |